# Karl Eugen Peregrin von Anthoine
Karl Eugen Peregrin Edler von Anthoine, avstrijski general, * 21./28. februar 1798, † 29. april 1889.

## Življenjepis
8. septembra 1866 je bil Anthoine upokojen.

## Pregled vojaške kariere
Napredovanja
- generalmajor: 30. januar 1858